# Abierto Internacional Varonil Club Casablanca 2007
L'Abierto Internacional Varonil Club Casablanca 2007 è stato un torneo di tennis facente parte della categoria ATP Challenger Series nell'ambito dell'ATP Challenger Series 2007. Il torneo si è giocato a Città del Messico in Messico dal 9 al 15 aprile 2007 su campi in cemento e aveva un montepremi di $35 000+H.

## Vincitori

### Singolare
Jo-Wilfried Tsonga ha battuto in finale  Bruno Echagaray con il punteggio di 6–4, 2–6, 6–1

### Doppio
Miguel Gallardo-Vives /  Carlos Palencia hanno battuto in finale  Brendan Evans /  Brian Wilson con il punteggio di 6–3, 6–3